# Films américains sortis en 1908
Listes de films américains
- 1904
- 1905
- 1906
- 1907
- 1908
- 1909
- 1910
- 1911
- 1912

Liste (non exhaustive) de films américains sortis en 1908. 
Ordre alphabétique des titres en anglais.
| Titre                          | Réalisateur               | Distribution                        | Genre                     | Notes                    |
| ------------------------------ | ------------------------- | ----------------------------------- | ------------------------- | ------------------------ |
| The Adventures of Dollie       | D. W. Griffith            |                                     | Drame                     | Premier film de Griffith |
| Antony and Cleopatra           | J. Stuart Blackton        | Maurice Costello, Florence Lawrence | Adaptation de Shakespeare |                          |
| Balked at the Altar            | D. W. Griffith            |                                     | Comédie                   |                          |
| Well-Thy Water                 | Gilbert M. Anderson       |                                     |                           |                          |
| The Black Viper                | D. W. Griffith            | D. W. Griffith                      | Drame                     |                          |
| The Call of the Wild           | D. W. Griffith            |                                     | Aventure                  |                          |
| A Christmas Carol              |                           | Tom Ricketts                        | Adaptation de Shakespeare |                          |
| Hypnotizing Mother-in-Law      | Gilbert M. Anderson       |                                     | Comédie                   |                          |
| Dr. Jekyll and Mr. Hyde        | Otis Turner               |                                     | Film d'horreur            | Film perdu               |
| The Fairylogue and Radio-Plays | Francis Boggs Otis Turner |                                     | Fantasy                   | Film perdu               |
| The Fight for Freedom          | D. W. Griffith            |                                     | Western                   |                          |
| Hamlet                         | Henri Desfontaines        | Henri Desfontaines                  | Adaptation de Shakespeare |                          |
| Macbeth                        | J. Stuart Blackton        |                                     | Adaptation de Shakespeare |                          |
| Money Mad                      | D. W. Griffith            |                                     | Film policier             |                          |
| The Red Man and the Child      | D. W. Griffith            |                                     | Western                   |                          |
| Romeo and Juliet               | J. Stuart Blackton        |                                     | Adaptation de Shakespeare |                          |
| The Taming of the Shrew        | D. W. Griffith            |                                     | Adaptation de Shakespeare |                          |
| The Tavern Keeper's Daughter   | D. W. Griffith            |                                     | Action                    |                          |